# وارتگس سورنیانس
وارتگس سورنیانس ارمنی: Վարդգես Սուրենյանց؛ (زادهٔ ۲۷ فوریه ۱۸۶۰ در آخالتسیخه – درگذشتهٔ ۶ آوریل ۱۹۲۱ در یالتا) نقاش ارمنی بود.

## زندگی
وارتگس سورنیانس زادهٔ سال ۱۸۶۰ میلادی گرجستان و دانش‌آموختهٔ مسکو و مونیخ در رشتهٔ معماری و نقاشی بود. وی هنرمندی بود که در چندین زمینه فعالیت هنری انجام می‌داد. علاوه‌بر تصویرسازی و طراحی صحنهٔ تئاتر، با مجسمه‌سازی، طراحی دکوراسیون و معماری آشنایی داشت. او به جز زبان ارمنی و روسی زبان‌های انگلیسی، ایتالیایی، آلمانی و فارسی را نیز می‌دانست و از او ترجمه‌هایی از نمایش‌نامه‌های شکسپیر به زبان ارمنی برجا مانده‌است.

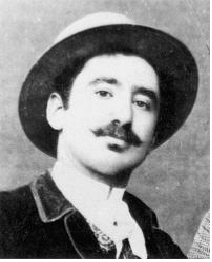

او به سبب آشنایی با زبان فارسی در سال ۱۸۸۵ م. (۱۲۶۴ خورشیدی) همراه با هیأت مردم‌شناسی اروپایی به ایران سفر کرد و با معماری، فرهنگ، هنرهای تزیینی و ادبیات ایران آشنا شد. همچنین هنر و معماری ارمنیان ایران به‌ویژه ارمنهٔ جلفای نو اصفهان بر وی بسیار تأثیر گذاشت و دستاورد این سفر برای او مطالعه و اسکیسهای بسیاری از معماری و هنرهای تزیینی ایران‌زمین بوده که بعدها در خلق آثار بسیاری از ایران و داستان‌هایی از مشرق استفاده شده، و همچنین تصاویری که از مجلس‌های شاه‌نامه خلق کرده‌است. از این دست باید به تابلوی رنگ روغن با ابعاد ۱۳۲ در ۱۶۲سانتی‌متری با عنوان «فردوسی شاه‌نامه را برای سلطان محمود غزنوی می‌خواند» اشاره کرد. این تابلو اکنون در موزهٔ ملی ارمنستان نگهداری می‌شود. به دلیل تحصیلات و علاقهٔ وی به هنرهای تزیینی، از مشخصه‌های آثار او توجه به اجزای معماری و دکور صحنه و پس‌زمینههای پرکار است که در این تابلو دقت در اجزای تزئینات و کنده‌کاریهای تخت پادشاه، فرشها و نوع پوشاک قابل توجه‌است. اگرچه نوع پوشاک، طرح فرش‌ها، پوشش نظامیان، لباس فردوسی و تاج و تخت نقاشی‌شده در این اثر مربوط به دوران غزنویان نیست و از لحاظ تاریخی مربوط به دوران دیگری هستند ولی در نظر بیننده یادآور ایران و جلوه‌هایی از هنر و فرهنگ ایرانی است.
به جز تابلوی رنگ روغن با قطع بزرگ فوق، از سورنیانس تصویرسازیهای دیگری از مجلس‌های دیگر شاه‌نامه هم موجود است. این تصویرسازی‌ها بر روی کاغذ خاکی‌رنگ کشیده شده‌است که فضای حاکم بر داستان را بازتاب می‌دهد. فضاسازی تصاویر با درون‌مایهٔ داستان هماهنگ است. در این تصاویر شاهد آن هستیم که سورنیانس علاوه‌بر نقاشی، از تکنیک‌های نو گرافیک به بهترین شکل در کارهاش بهره جسته‌است.

## نگارخانه

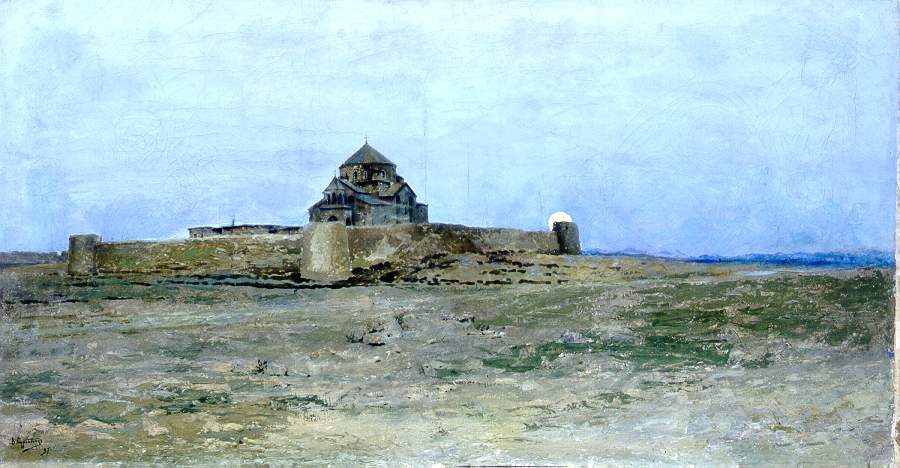
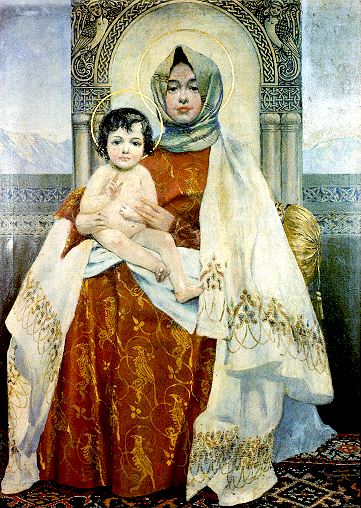
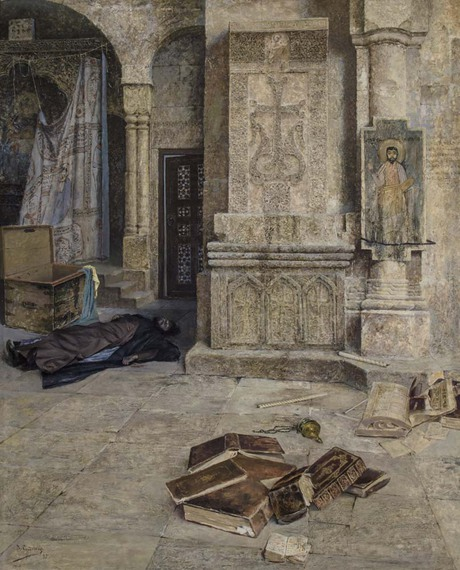
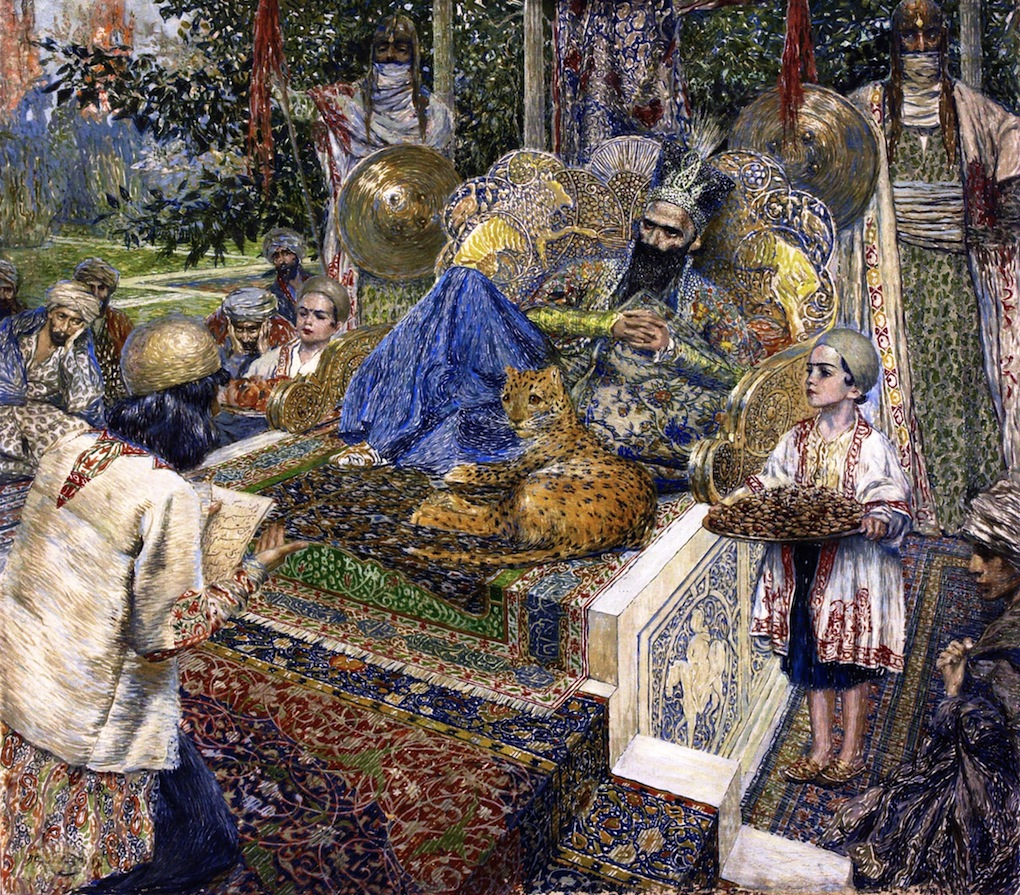
تابلوی «فردوسی شاهنامه را برای سلطان محمود غزنوی می‌خواند»، رنگ و روغن روی بوم، ۱۳۸×۱۶۲ سانتی‌متر؛ ۱۹۱۳، موزهٔ ملی ارمنستان، ایروان
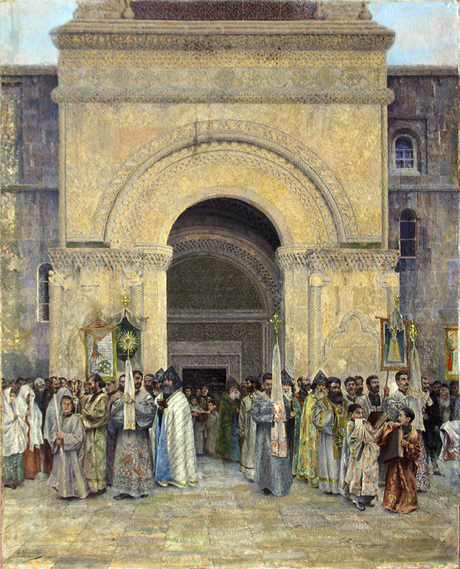
خروج صفوف صلیب از کلیسای اچمیادزین، ۱۳۱x۹۶ سانتی‌متر؛ ۱۸۹۵
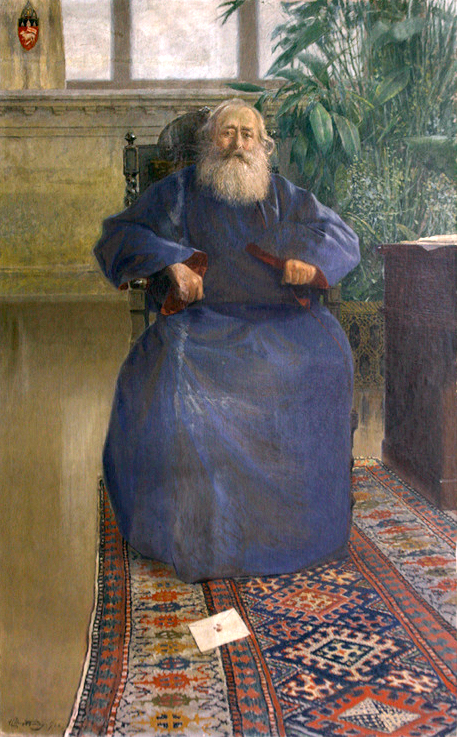
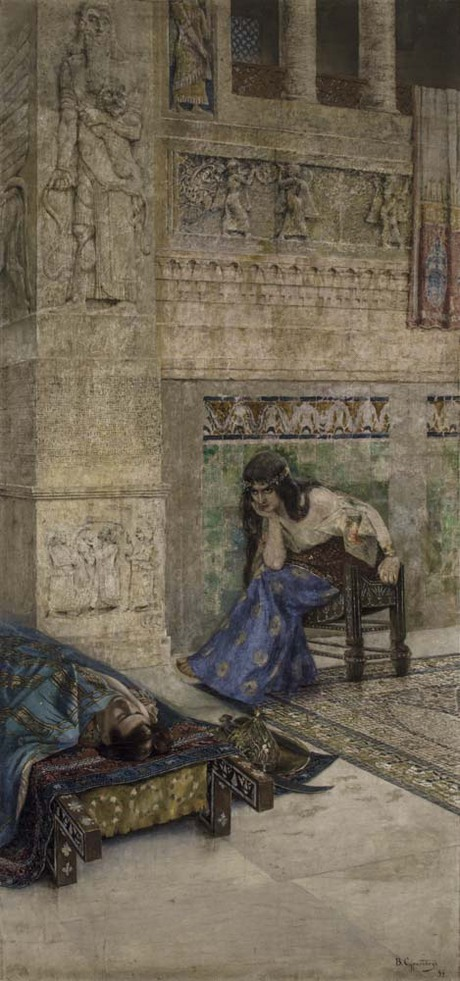
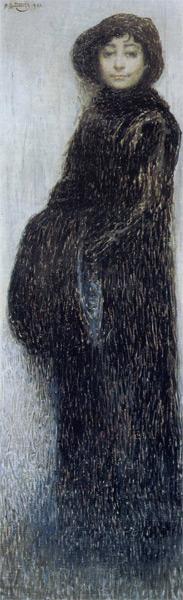
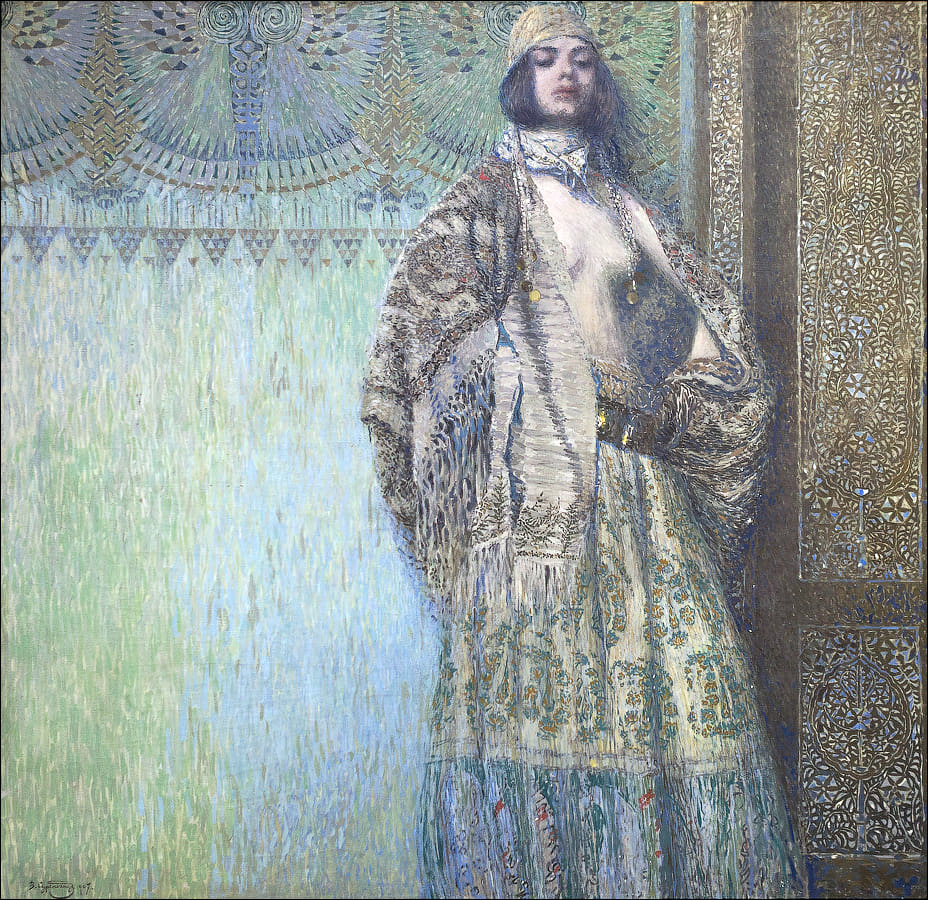
سالومه، ۱۹۰۷
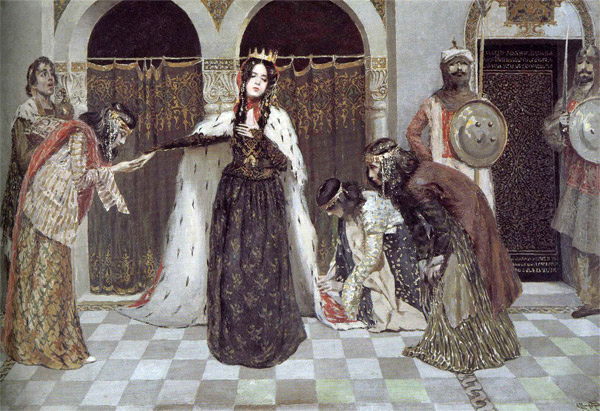
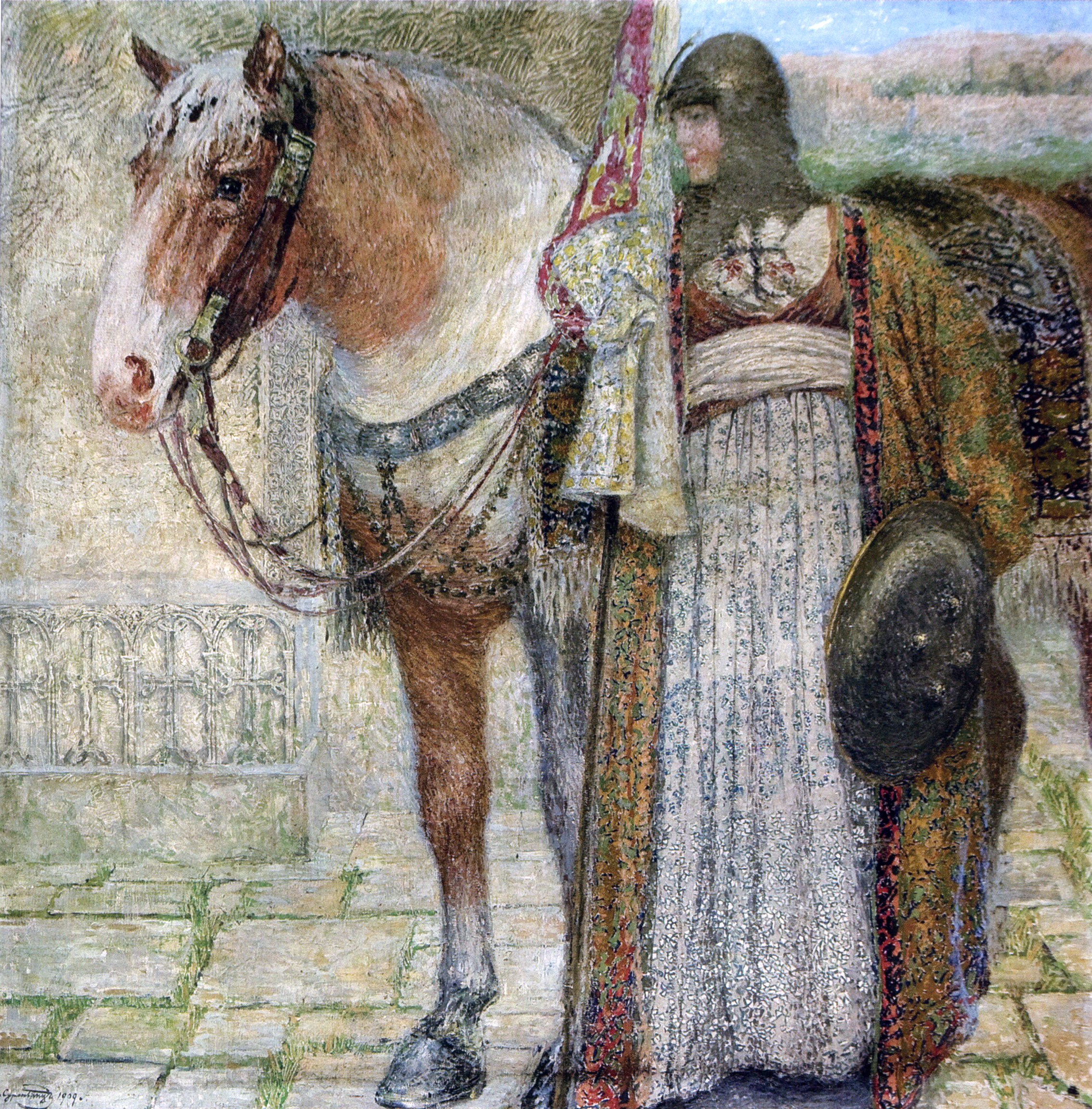

## پی‌نوشت
1. 1 2 3 4  خاچیکیان، «شاهنامهٔ فردوسی در آثار...»، انسان‌شناسی و فرهنگ.